# Ostrogoti

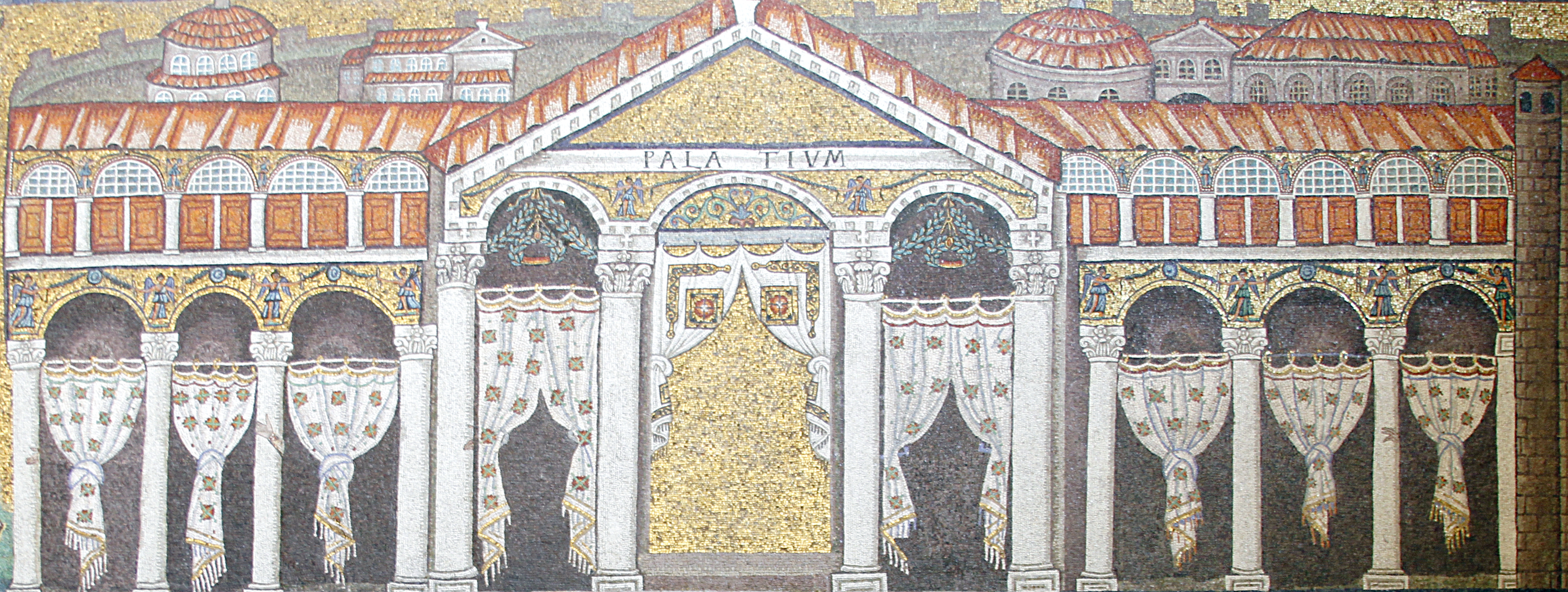
Palazzo di Teodorico a Ravenna, mosaico nella basilica di Sant'Apollinare Nuovo.

Gli Ostrogoti (in latino Ostrogothi o Austrogothi) erano il ramo nord-orientale dei Goti, una tribù germanica che influenzò gli eventi politici del tardo Impero romano.
Sconfissero Odoacre, che aveva deposto Romolo Augusto, ultimo imperatore romano d'Occidente, e si insediarono in Italia. Furono poi sconfitti dai Bizantini.

## Identità con i Grutungi

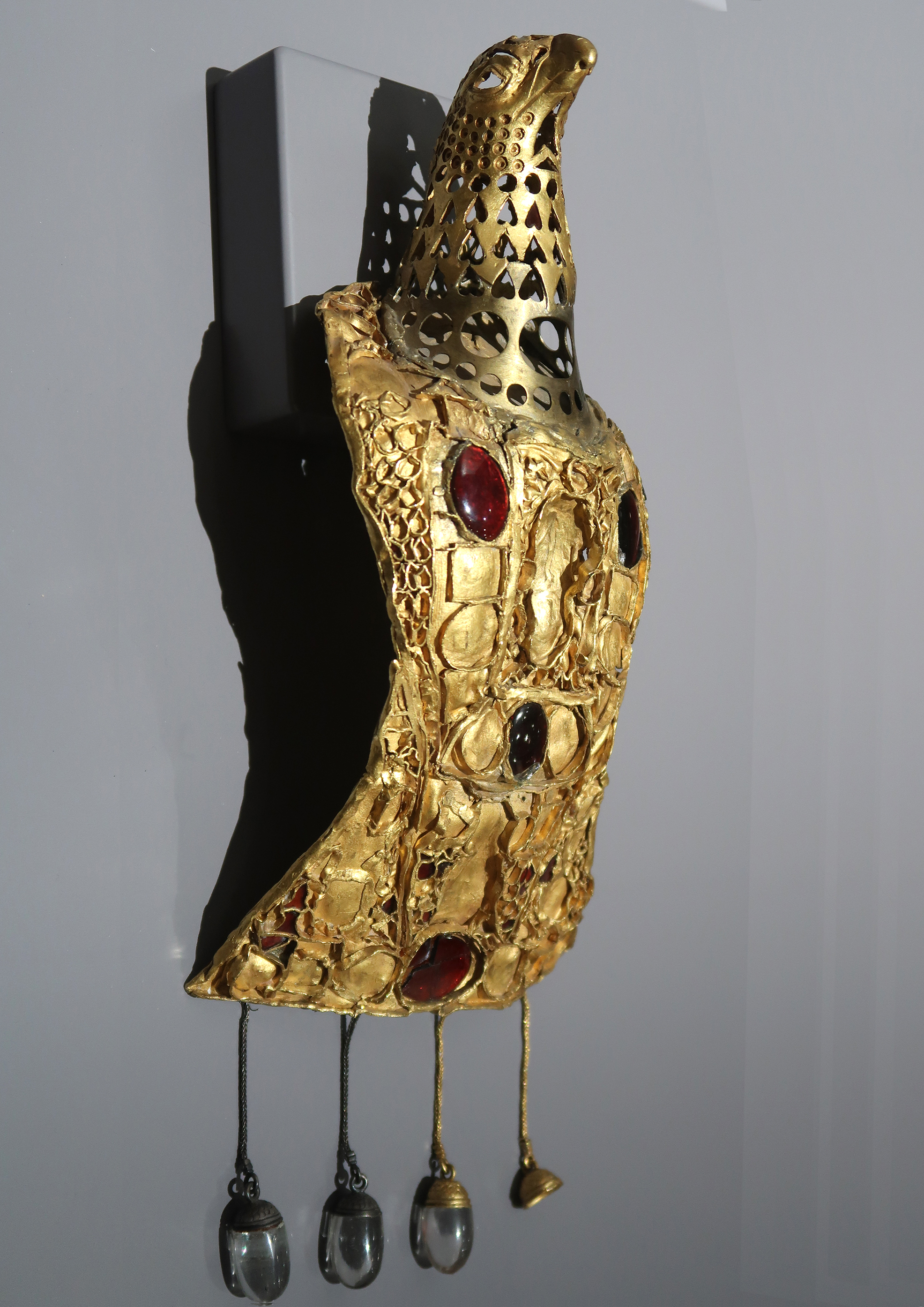
Fibula ostrogota a forma di aquila.

La tribù degli Ostrogoti (i Goti che andarono verso est, sulle coste del Mar Nero, dividendosi dai Visigoti) viene citata per la prima volta nel 269 all'interno della biografia dell'imperatore Claudio il Gotico (attribuita a Trebellio Pollione), appartenente alla raccolta "Historia Augusta": essi sono ricordati fra le tribù della Scizia che invasero e devastarono allora l'impero (all'interno della biografia gli Ostrogoti sono citati insieme con i Grutungi, i Tervingi e i Visigoti). Secondo Herwig Wolfram le fonti primarie parlavano di Tervingi/Grutungi o di Vesi/Ostrogoti senza mai mischiare le coppie. I quattro nomi venivano usati contemporaneamente, ma sempre rispettando le coppie, come in Gruthungi, Austrogothi, Tervingi, Visi.
Herwig Wolfram e Thomas Burns concludono che il termine "Grutungi" era un identificativo geografico usato dai Tervingi per descrivere un popolo che si autodefiniva Ostrogoto. Questa terminologia sparì dopo che i Goti vennero fatti scappare dall'invasione unnica. A suo supporto, Wolfram cita Zosimo che parla di un gruppo di Sciti a nord del Danubio chiamati "Grutungi" dai barbari dell'Ister. Wolfram conclude che questo popolo fossero i Tervingi rimasti dopo la conquista degli Unni. Secondo questa concezione Grutungi e Ostrogoti sarebbero più o meno lo stesso popolo.
Che i Grutungi fossero gli Ostrogoti era anche il parere di Giordane. Egli identificò i re Ostrogoti da Teodorico il Grande a Teodato come gli eredi del re grutungio Ermanarico. Questa interpretazione, nonostante sia condivisa da molti odierni studiosi, non è universalmente condivisa. La nomenclatura di Grutungi e Tervingi cadde in disuso poco dopo il 400. In generale, la terminologia di una tribù gotica divisa dalle altre scomparve gradualmente dopo l'assorbimento fatto dall'impero romano.
Peter Heather ritiene invece che l'identificazione tradizionale degli Ostrogoti con i Grutungi sia errata. Secondo Heather gli Ostrogoti sarebbero sorti solo nella seconda metà del V secolo dalla coalizione tra i Goti Amali in Pannonia (ex sudditi degli Unni) e i Goti foederati dell'Impero in Tracia. I Grutungi che nel 382 si stanziarono all'interno dell'Impero come foederati, secondo Heather, non sarebbero lo stesso popolo che fondò un regno romano-barbarico in Italia negli ultimi anni del V secolo sotto Teodorico il Grande, ma i progenitori (insieme con i Tervingi e i Goti superstiti dell'armata di Radagaiso) dei Visigoti. Secondo Heather, i Visigoti sarebbero sorti agli inizi del V secolo dalla coalizione, sotto Alarico, di tre gruppi gotici:
1. Tervingi (stanziati come foederati nei Balcani nel 382 e poi uniti sotto la guida di Alarico)
2. Grutungi (stanziati come foederati nei Balcani nel 382 e poi uniti sotto la guida di Alarico)
3. Goti di Radagaiso (invasa l'Italia nel 405, vennero sconfitti da Stilicone e arruolati nell'esercito romano; dopo l'uccisione di Stilicone, vi fu un'ondata repressiva da parte dell'Impero contro i soldati di origine barbarica, che decisero dunque di unirsi ad Alarico)

Secondo Heather, dunque, i Grutungi sarebbero i progenitori dei Visigoti, non degli Ostrogoti.

## Genealogia mitologica e storica
```
             
Þjelvar
 
(secondo la 
Gutasaga
)

               ┃
              
Hafþi
=
Huítastjerna
 
     ┏━━━━━╋━━━━━━━━━━━━━━━━━━━━━━━━━━━━━━━━━━━━━━┓
 
Graipr
  Guti ovvero 
Gapt
 (o Gautr o 
Gautar
) (anche Gaut, Goto, etc.) 
(cfr. 
Giordane
)
 
Gunfjaun

               ┣━━━━━━━━━━━━┓
             
Hulmul
              
Gautrekr
 leggendario re dei 
Geati

               ┃
             
Augis

               ┃
            "Amala" capostipite degli Amali
               ┃
            
Hisarnis

               ┃
            
Ostrogota
 (ca. 200 - 249 d.C.), primo re degli Ostrogoti
               ┃
             
Hunuil
 
               ┃
             
Athal
 
               ┣━━━━━━━┓
            
Achiulf
        
Oduulf

┏━━━━━┳━━╋━━━━━━━━━━━━━━━━━━━━━━━━━━━━━━━━━━━━━━┓

Ansila
 
Edilf
 
Vultuuf
                                                     
Hermanaric
 (+ 376) re della tribù gotica dei 
Grutungi
 
               ┃                                                              ┃
               
Valaravans
                                                  
Hunimund

               ┃                                                              ┃
               
Vinitharius
                                                 
Thorismund

               ┃                                                              ┃
               
Vandalarius
                                                 
Beremund

               ┣━━━━━━━━━━━━┳━━━━━━┓                              ┃
              
Thiudimer
 (+ 474)   
Valamir
 
Vidimer
                          
Veteric

             = 
Erelieva
                                                        ┃
               ┣━━━━━━━━━━━━━━━━━━┓                            
Eutaric
 = 
Amalasunta

              Teodorico (454 ca. - 526)   
Amalafrida
                           ┣━━━━━┓
             = (1) N.N.; (2)
Audofleda
 (o Audefleda)                         
Atalarico
   
Matasunta
 = (1) 
Vitige
;
            ┏━╋━━━━━━━━━━━━━┓                                                            (2) 
Germano Giustino

 (1) Teodegota = 
Alarico II
       (2) 
Amalasunta
 = 
Eutaric
                                                  ┃
                                                                                                         
Germano
```

## Storia

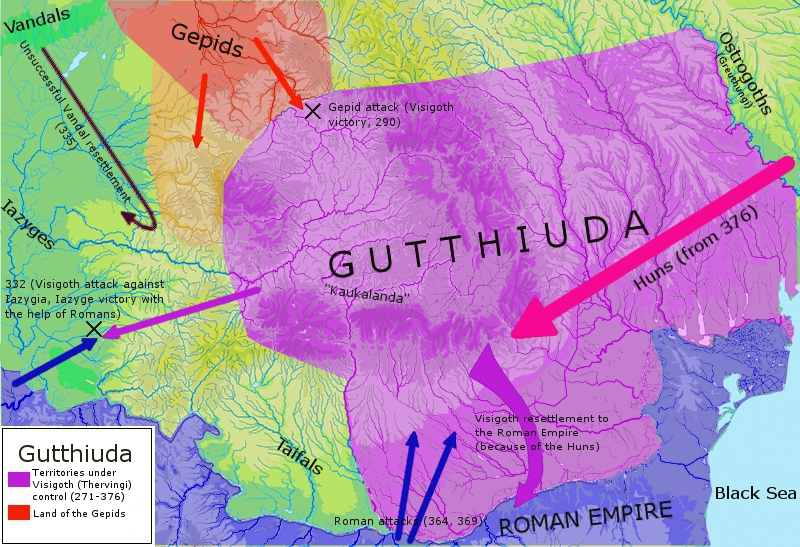
Il regno gotico in Dacia (Gutthiuda), 271-376.

### Dal III al V secolo
Secondo le loro stesse tradizioni erano originari dell'attuale isola svedese di Gotland e la regione di Götaland.
Nel 250 si divisero dai visigoti e nacque appunto il regno ostrogoto. Il primo re si chiamava Ostrogota ed era della stirpe degli Amali. 
Nel 251 gli Ostrogoti uccisero l'imperatore Decio, più tardi saccheggiarono alcune isole dell'Egeo e conquistarono la Tracia e la Mesia.
La prima menzione di Ostrogoti si ha nel 269, quando l'imperatore Claudio II li confuse con i barbari sciti: in quell'anno Claudio II riuscì a fermare la loro avanzata.
Nelle prime fasi della loro migrazione dalla Scandinavia, gli Ostrogoti, o goti d'Oriente fondarono un regno a nord del Mar Nero, dal III al IV secolo (Cultura di Wielbark).
Ma nel 340 ricominciarono le scorrerie e conquistarono il regno vandalo (che prima della conquista del Nord Africa si trovava in Dacia) e presero questa popolosa regione.
Dopo queste vittorie assoggettarono popoli slavi (sklaveni) e arrivarono fino al Mar Baltico, e alcuni storici paragonarono le loro imprese a quelle di Alessandro Magno, perché avevano creato un regno che partiva dalla Grecia e arrivava fino al mar Baltico.

### Invasioni degli Unni
Incalzati dagli Unni che li avevano scacciati dalla loro regione d'insediamento tra il Danubio e il Mar Nero, gli Ostrogoti chiesero pressantemente asilo a Valente, accalcandosi ai confini dell'Impero, precisamente lungo il Danubio. L'imperatore Valente accettò di accogliere le popolazioni barbare come foederati, allo scopo di rafforzare il proprio esercito e per aumentare la base imponibile del fisco. Gli Ostrogoti si stabilirono così nel territorio della Mesia e della Dacia.

### Dopo le invasioni degli Unni
Travolti dall'invasione unna, numerosi nuclei di Ostrogoti entrarono a far parte dell'orda di Attila; dopo la morte del condottiero unno (453), il popolo ostrogoto si ricostituì e si stanziò lungo il medio corso del Danubio, in un territorio corrispondente grosso modo all'odierna Serbia. Dopo il collasso dell'Impero degli Unni nel 454, molti Ostrogoti vennero spostati dall'imperatore Marciano in Pannonia con la qualifica di foederati. Nel 460, durante il regno di Leone I, dal momento che l'impero romano smise di pagare la quota annuale, devastarono l'Illiria. Venne firmata la pace nel 461 in seguito alla quale il giovane Teodorico Amalo, figlio di Teodemiro della dinastia degli Amali, venne mandato a Costantinopoli come ostaggio, dove ricevette un'educazione romana.

### Regno in Italia

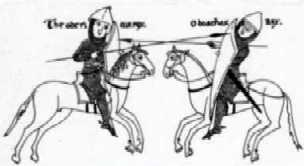
Il 30 settembre 489 Teodorico sconfigge Odoacre (Antica pergamena).

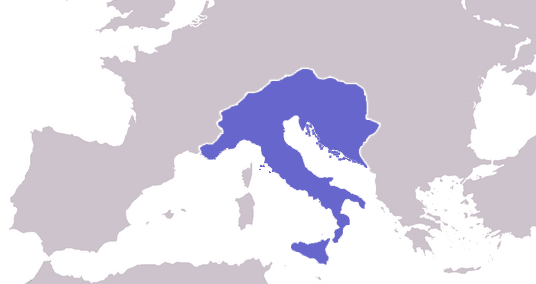
Estensione del Regno degli Ostrogoti.

In Italia, nel 476 il germanico Odoacre depose l'ultimo imperatore romano Romolo Augusto, detto Augustolo, e, non osando proclamarsi imperatore, si proclamò re di un misto di popoli barbari (Eruli, Sciri, Rugi, Gepidi, Turcilingi). Egli riscattò dai Vandali con un tributo la Sicilia, che rimase dunque unita all'Italia e ne seguì le sorti. Caduto l'Impero romano d'Occidente, era rimasto in piedi quello d'Oriente, il cui imperatore Zenone intendeva riconquistare l'Occidente, in mano ai barbari. L'imperatore era preoccupato dall'intraprendenza di Odoacre, che aveva saputo governare in modo da non urtare la suscettibilità dei Latini e da estendere i confini del suo regno.
Il periodo compreso tra il 477 e il 483 vide una lotta a tre tra Teodorico, che succedette al padre nel 474, Teodorico Strabone e l'imperatore bizantino Zenone. Nel corso di questo conflitto le alleanze cambiarono più volte, e buona parte dei Balcani venne devastata. Alla fine, dopo la morte di Strabone avvenuta nel 481, Zenone scese a patti con Teodorico. Parte della Mesia e della Dacia vennero cedute ai Goti, e Teodorico venne nominato magister militum praesentalis e console nel 484. Solo un anno dopo Teodorico e Zenone ripresero il loro conflitto, e di nuovo Teodorico invase la Tracia saccheggiandola. Fu allora che Zenone siglò un accordo con Teodorico, invitandolo a invadere l'Italia in suo nome per scacciare il re degli Eruli Odoacre, che, dopo aver deposto l'ultimo imperatore romano d'Occidente Romolo Augusto (476) ed essersi proclamato Rex Italiae, amministrava la penisola in totale autonomia.
In numero forse di 250.000 tra uomini, donne e bambini, da Nouae risalirono la Sava condotti da Teodorico loro re, si scontrarono con Odoacre ad Aquileia e lo batterono a Verona (489). Odoacre scese invano nell'Italia centrale per ottenere aiuti da Roma. Riguadagnata Ravenna, riuscì a battere l'avversario e a chiuderlo in Pavia: ma i Visigoti, giunti dalla Spagna in aiuto dei loro consanguinei, ruppero il blocco. La guerra continuò un altro anno, finché l'11 agosto 490 Odoacre fu sconfitto definitivamente sull'Adda e venne costretto a rifugiarsi a Ravenna. Dopo un lungo assedio a Ravenna, nel febbraio 493 Odoacre si arrese a Teodorico con la promessa di aver salva la vita; ma Teodorico, violando i patti, uccise Odoacre a tradimento durante un banchetto, con le proprie mani, e ne fece uccidere i parenti e i seguaci. Secondo altri, Odoacre fu invece giustiziato dopo rapido processo condotto dallo stesso Teodorico, in quanto stava tentando di indurre alcuni generali ostrogoti alla rivolta per riconquistare il trono.
Gli Ostrogoti costituirono un nuovo regno romano-barbarico in Italia, che si estendeva fino alla Pannonia a nord est e alla Provincia (l'odierna Provenza) a nord ovest. Come Odoacre, anche Teodorico poteva vantare il titolo di patrizio e rispondeva all'imperatore di Costantinopoli con la qualifica di viceré d'Italia, titolo riconosciuto dall'imperatore Anastasio nel 497. Il suo regno fu caratterizzato da un relativo ordine interno, anche se i luogotenenti reali violarono sovente le disposizioni di Teodorico di rispettare la popolazione latina. Molti proprietari terrieri ancora fedeli al paganesimo furono eliminati con l'accusa di schiavismo, ma in molte circostanze fu un pretesto per consentire ai possidenti barbari e collaborazionisti (tra cui Quinto Aurelio Memmio Simmaco) di ingrandire le loro proprietà.
Il regno sopravvisse fino all'intervento diretto in Italia dell'imperatore d'Oriente Giustiniano I e alla susseguente guerra goto-bizantina.

### La caduta

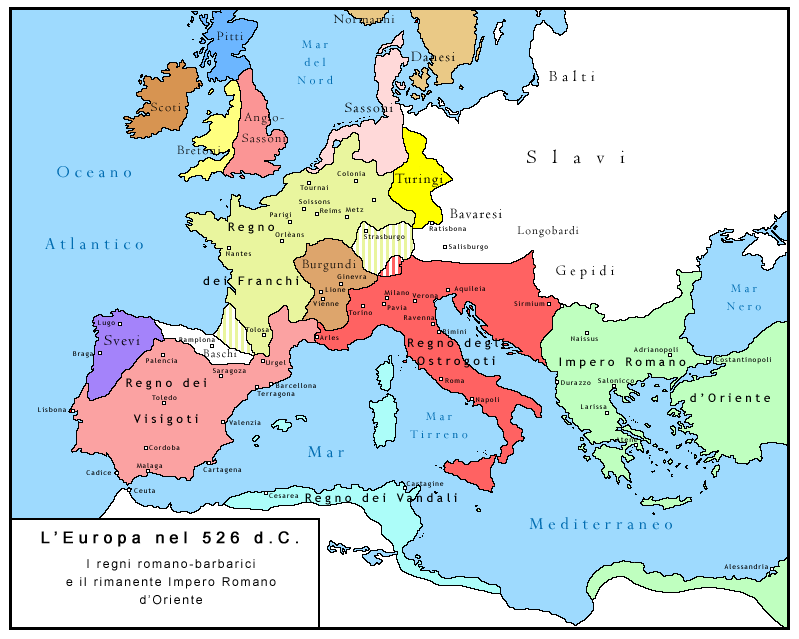
Impero di Teodorico - La mappa mostra i regni germanici nel 526, l'anno in cui morì Teodorico. Oltre all'Italia, la Dalmazia e la Provenza, regnò anche sui Visigoti.

Dopo la morte di Teodorico del 30 agosto 526, le sue conquiste incominciarono a collassare. Successore di Teodorico fu il neonato nipote Atalarico, tutelato dalla madre Amalasunta come reggente.
La mancanza di un erede forte portò a una rete di alleanze che condussero lo stato ostrogoto alla disintegrazione: il regno visigoto riconquistò la propria autonomia sotto Amalarico, i rapporti con i Vandali divennero ostili, e i Franchi incominciarono una nuova campagna espansionistica sottomettendo i Turingi, i Burgundi e quasi sfrattando i Visigoti dalla loro patria, la Gallia meridionale. La posizione di predominanza che il regno ostrogoto acquisì grazie a Teodorico in Europa occidentale passò ora ai Franchi.
Non sopportando la reggenza di una donna, né l'educazione romana impartita al ragazzo, né i rapporti ossequiosi di Amalasunta verso Bisanzio e neppure il suo spirito conciliante verso i Romanici, la nobiltà gota riuscì a strapparle il figlio e a educarlo secondo le usanze del suo popolo. Tuttavia il giovane Atalarico si diede a una vita di sperperi ed eccessi trovando una morte prematura. Allora Amalasunta, che voleva mantenere il potere, sposò suo cugino Teodato, duca di Tuscia. Costui, però, la relegò in un'isola del lago di Bolsena, dove poi la fece uccidere da un suo sicario nel 535. L'esilio e l'assassino di Amalasunta fu il casus belli che permise a Giustiniano di invadere l'Italia. Teodato tentò di evitare la guerra, spedendo messaggeri a Costantinopoli, ma Giustiniano era già pronto a reclamare l'Italia. Solo la rinuncia al trono di Teodato, e la consegna del suo regno all'impero, avrebbero evitato la guerra.
Il generale incaricato di dirigere le operazioni fu Belisario, che da poco aveva combattuto con successo contro i Vandali, a cui furono affidati 10.000 uomini tra comitatensi, foederati e buccellarii. Il generale bizantino conquistò velocemente la Sicilia, per poi occupare Rhegium (Reggio Calabria) e Napoli prima del novembre 536. A dicembre era a Roma, costringendo alla fuga il nuovo Re dei Goti Vitige che da poco era stato chiamato a sostituire Teodato. Rimase fermo a lungo a Roma poi, grazie a rinforzi giunti da Costantinopoli, il generale spedì Narsete a liberare Ariminum (Rimini), e Mundila (che batté i Goti a Pavia) a conquistare Mediolanum (Milano). I conflitti interni fra Narsete e Belisario fecero sì che Milano, assediata, dovette capitolare per fame venendo saccheggiata da 30.000 Goti che, guidati da Uraia, trucidarono gli abitanti (539).

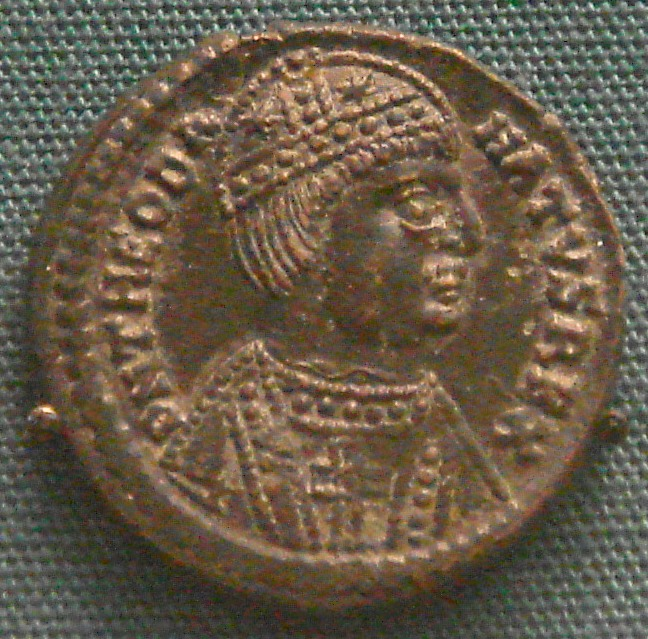
Ritratto di Teodato su una sua moneta.

Nel frattempo erano arrivati in Italia anche i Franchi e i Burgundi, discesi nella Pianura Padana al comando di Teodeberto. Belisario riuscì a espugnare Ravenna, capitale degli Ostrogoti, e a catturare Vitige, grazie a un'astuzia: finse di accettare l'offerta da parte dei Goti di diventare loro re per farsi aprire le porte e conquistarla. In seguito alla caduta di Ravenna, il tesoro regio e la corte furono trasferite a Pavia, dove già Teodorico aveva fatto realizzare un Palazzo reale.Giustiniano, spaventato, richiamò in patria Belisario lasciando campo libero ai Goti. Nel 541 salì al potere Totila, che ottenne l'appoggio della popolazione italica grazie a una politica agraria di eguaglianza, in base alla quale i servi, affrancati, si arruolavano in massa nell'esercito di Totila. Grazie a questo e ad altri fattori, riconquistò l'Italia settentrionale. Totila arrivò fino a Roma assediandola e conquistandola; per la sua difesa venne richiamato Belisario che la riprese nel 547. Giustiniano, dopo aver richiamato Belisario, lanciò nel 549 una nuova campagna di conquista dell'Italia, con a capo Germano. Durante la riconquista di Roma guidata da Narsete, Totila venne ferito e morì poco dopo. Il successore di Totila fu Teia che, sconfitto velocemente (552), fu anche l'ultimo re dei Goti. La sua sconfitta non determinò però l'automatica sottomissione delle guarnigioni ostrogote, che, pur non eleggendo un nuovo re, continuarono avanti una lotta disorganizzata, chiamando in loro aiuto i Franchi-Alamanni condotti da Butilino e Leutari: Narsete, comunque, riuscì a sconfiggere i franco-alamanni, spingendoli al ritiro e nello stesso tempo ottenne la sottomissione delle ultime fortezze ostrogote della Tuscia, di Cuma e di Conza (553-555). Rimaneva però ancora da conquistare la regione transpadana, in cui i Goti, condotti da Widin, non avevano intenzione di arrendersi e avevano ottenuto inoltre l'appoggio del comandante franco Amingo: la loro resistenza durò fino al 561/562, quando Narsete sconfisse sia Widin sia Amingo e sottomise Verona, Pavia e Brescia, le ultime sacche di resistenza.
La Prammatica Sanzione del 554 ricondusse tutti i territori dell'Italia sotto la legislazione dell'Impero bizantino, e reintegrò tutti i proprietari terrieri delle terre alienate dall'"immondo" Totila a favore dei contadini. Gli Ostrogoti, in seguito alla vittoria bizantina, scomparvero praticamente come componente demica, venendo dispersi o arruolati come mercenari per servire in Oriente nell'esercito bizantino, mentre pochi rimasero in Italia; la Chiesa ariana venne perseguitata e molti Ostrogoti vennero convertiti al cattolicesimo, salvo poi essere riassorbiti dai Longobardi.

## Cultura

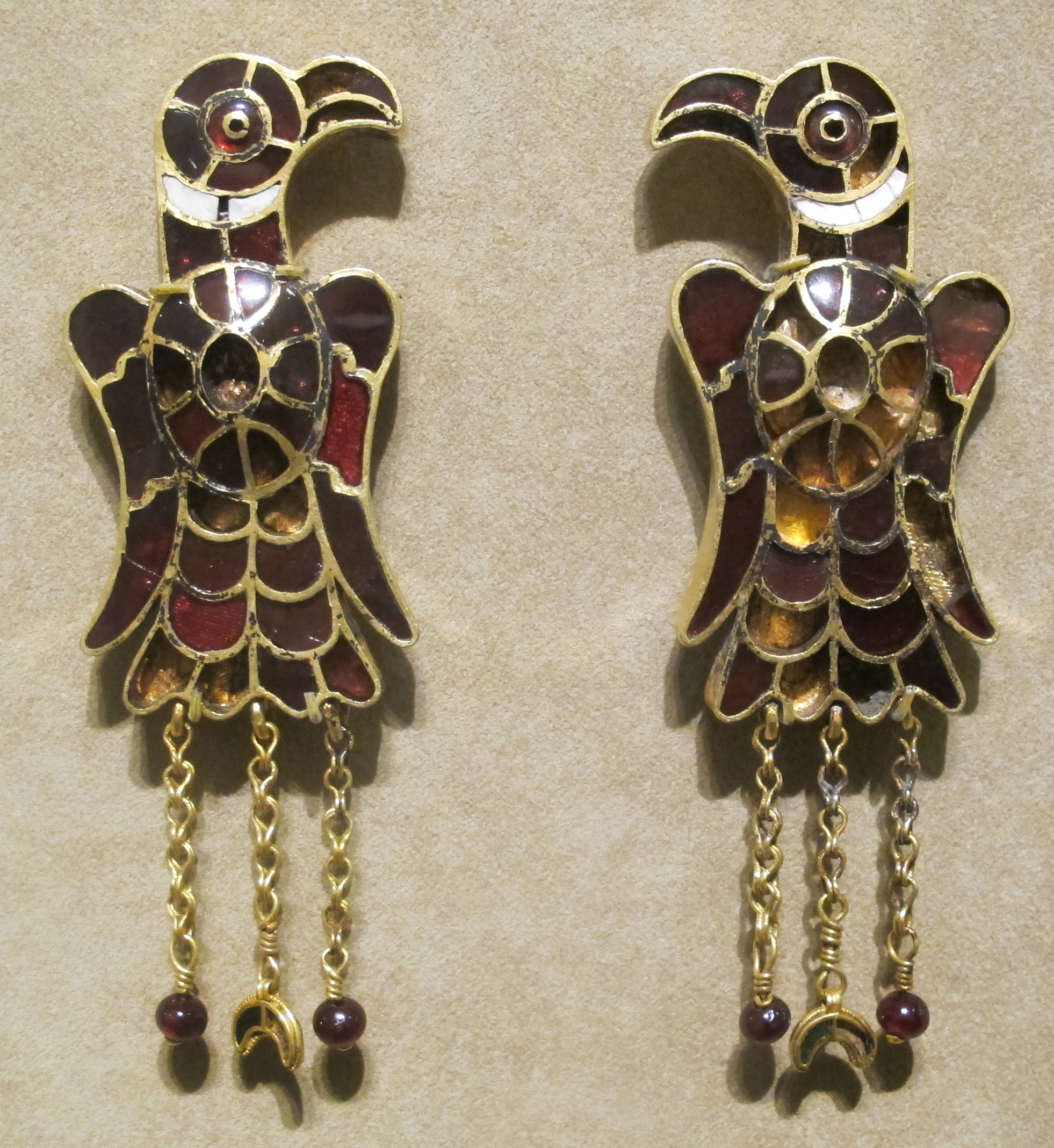
Orecchini ostrogoti in stile policromo, Metropolitan Museum of Art, New York.

### Architettura
A causa della breve storia del regno, l'arte di Ostrogoti e Romani non subì una fusione. Sotto il patrocinio di Teodorico e Amalasunta, comunque, vennero svolti numerosi restauri di edifici dell'antica Roma. A Ravenna vennero costruite nuove chiese ed edifici monumentali, molti dei quali sono tuttora in piedi. La Basilica di Sant'Apollinare Nuovo, il suo battistero, e la Cappella Arcivescovile seguono uno stile architettonico tardo romano, mentre il Mausoleo di Teodorico mostra elementi puramente gotici, come, per esempio, il mancato uso di mattoni a cui vennero preferiti blocchi di calcare istriano, o il tetto in monoblocco di pietra da 300 tonnellate.

### Letteratura
Buona parte dei lavori di letteratura gotica (redatti durante il regno ostrogoto) sono in lingua latina, nonostante alcuni dei più vecchi siano stati tradotti in greco e in gotico (ad esempio il Codex Argenteus). Cassiodoro, provenendo da un contesto diverso, ed esso stesso incaricato di compiti importanti nelle istituzioni (console e magister officiorum), rappresenta la classe dirigente romana. Come molti altri con le stesse origini, servì lealmente Teodorico e i suoi eredi, come descritto nelle sue opere del tempo. Il suo Chronica, usato in seguito da Giordane per il proprio Getica, e altri panegirici scritti da lui e da altri romani per i re Goti del tempo, vennero redatti sotto la protezione dei signori Goti stessi. La sua posizione privilegiata gli permise di compilare il Variae Epistolae, un epistolario di comunicazioni di stato, che ci permette un'ottima conoscenza della diplomazia gotica del tempo.

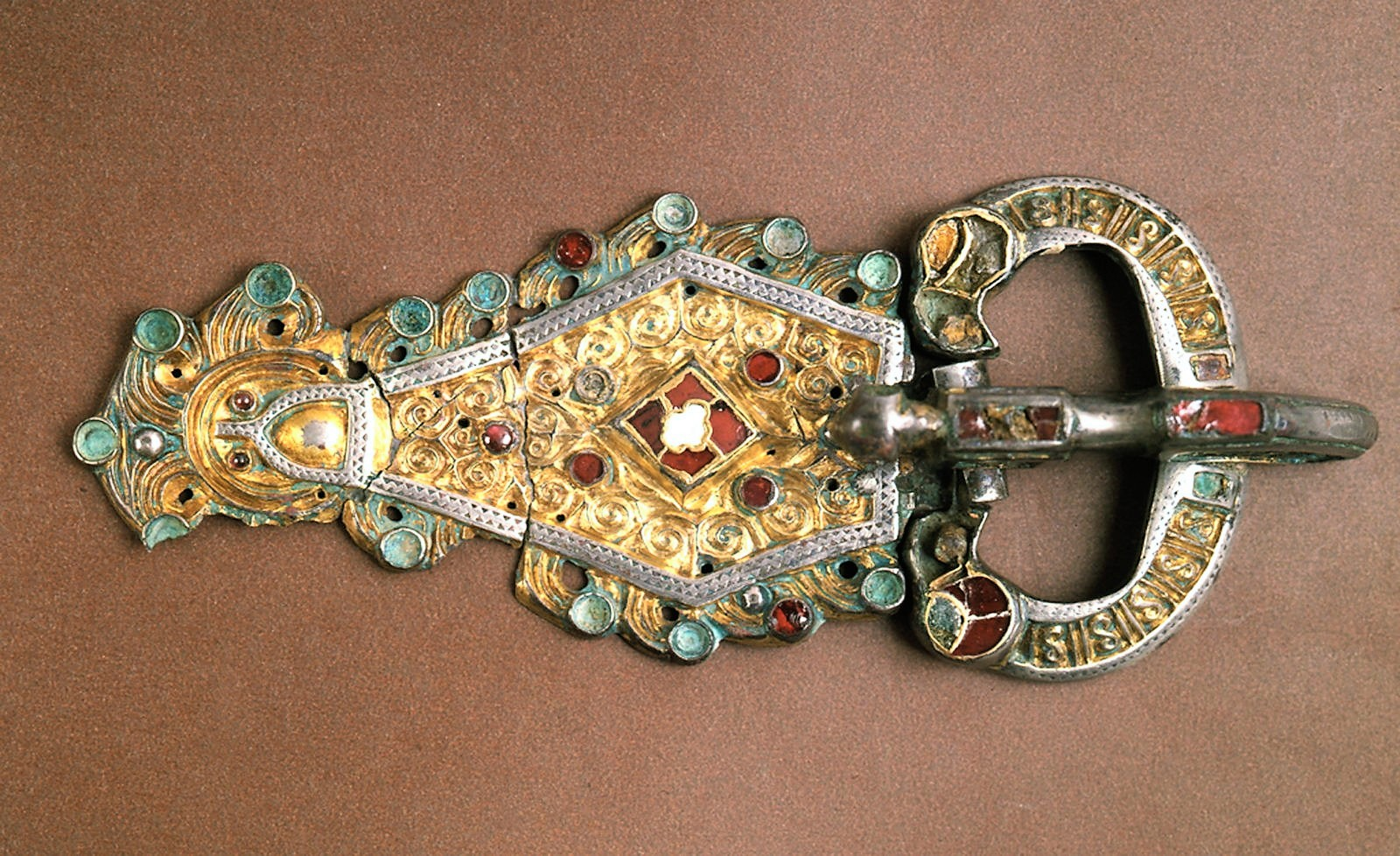
Fibbia di cintura ostrogota da Torre del Mangano, VI secolo, Pavia, Musei Civici

Boezio è un'altra importante figura del tempo. Ben educato e proveniente da una famiglia aristocratica, scrisse di matematica, musica e filosofia. Il suo lavoro più famoso, il De consolatione philosophiae, venne scritto mentre si trovava imprigionato con l'accusa di tradimento.

## Re ostrogoti

### Dinastia degli Amali
- Valamiro circa 447-465
- Teodemiro 468-474
- Teodorico 476-526
- Atalarico 526-534
- Teodato 534-536

### Re successivi
- Vitige 536-540
- Ildibaldo 540-541
- Erarico 541
- Totila 541-552 (anche conosciuto come Baduela)
- Teia 552-553

### Fonti primarie
- Procopio di Cesarea, De bello Gothico, Volumi I-IV
- Giordane, De origine actibusque Getarum ("Origine e azioni dei Goti").  traduzione di Charles C. Mierow. URL consultato il 16 novembre 2019 (archiviato dall'url originale il 20 novembre 2009).
- Cassiodoro, Chronica
- Cassiodoro,  Varia epistolae ("Lettere"), presso il Progetto Gutenberg
- Anonymus Valesianus,  Excerpta, Par. II

### Fonti secondarie
In inglese
- Edward Gibbon, History of the Decline and Fall of the Roman Empire Vol. IV, Capitoli  41 (archiviato dall'url originale il 20 gennaio 2008). e  43 (archiviato dall'url originale il 20 gennaio 2008).
- Thomas S. Burns, A History of the Ostrogoths, Boomington, 1984.
- John Bagnell Bury, History of the Later Roman Empire Vol. I & II, Macmillan & Co., Ltd., 1923.
- Peter Heather, The Goths, Oxford, Blackwell Publishers, 1996, ISBN 0-631-16536-3.
- Herwig Wolfram, Storia dei Goti, Roma, Salerno editrice, 1985 (orig. ted. 1979), pp. 431 ss.
- Patrick Amory, People and Identity in Ostrogothic Italy, 489–554, Cambridge 1997

In italiano
- Claudio Azzara, L'Italia dei barbari, Bologna, il Mulino, 2002
- Renato Bordone; Giuseppe Sergi, Dieci secoli di medioevo, Torino, Einaudi, 2009
- I Goti. Catalogo della mostra, Milano, Electa, 1994
- Gabriele Pepe, Il Medio Evo barbarico d'Italia. Torino, Giulio Einaudi, 1959
- Giovanni Tabacco, La Storia politica e sociale, dal tramonto dell'Impero romano alle prime formazioni di Stati regionali, in: Storia d'Italia, vol. I, Torino, Einaudi, 1974
- Giovanni Tamassia, Storia del regno dei Goti e dei Longobardi in Italia, Vol. II..
- Peter Heather, La caduta dell'Impero romano, Milano, Garzanti, 2005.

Fonti su Teodorico
- AA. VV., Teoderico il grande e i Goti d'Italia. Atti del XIII Congresso internazionale di studi sull'Alto Medioevo (Milano, 2-6 novembre 1992), Spoleto, CISAM, 1993.
- G. Garollo, Teoderico re dei Goti e degl'Italiani, Firenze, Tip. Gazzetta d'Italia, 1879.
- W. Ensslin, Theoderich der Grosse, München, B. F. Bruckmann, 1947.
- P. Lamma, Teoderico, Brescia, La Scuola Editrice, 1951.
- J. Moorhead, Theoderic in Italy, Oxford, Oxford University Press, 1992.
- P. Amory, People and identity in Ostrogothic Italy, 489-554, Cambridge, Cambridge University Press, 1997.
- A. Giovanditto, Teodorico e i suoi goti in Italia (454-526), Jaca Book, Milano 1998.
- B. Saitta, La «civilitas» di Teoderico: rigore amministrativo, «tolleranza» religiosa e recupero dell'antico nell'Italia ostrogota, Roma, L'Erma di Bretschneider, 1999.